# Musée ethnographique de Transylvanie
Le Musée ethnographique de Transylvanie (en roumain Muzeul Etnografic al Transilvaniei) se trouve à Cluj, en Roumanie. Ayant une histoire de plus de 80 ans, le Musée ethnographique de Transylvanie est l'un des plus grands musées de son genre de la Roumanie. Il est composé de deux sections d'exposition dont une abritée par le Palais de la Redoute situé dans le centre-ville (21, rue Memorandumului) alors que l'autre est une section en plein air situé dans le nord-ouest de la ville, dans la Forêt d'Hoia.

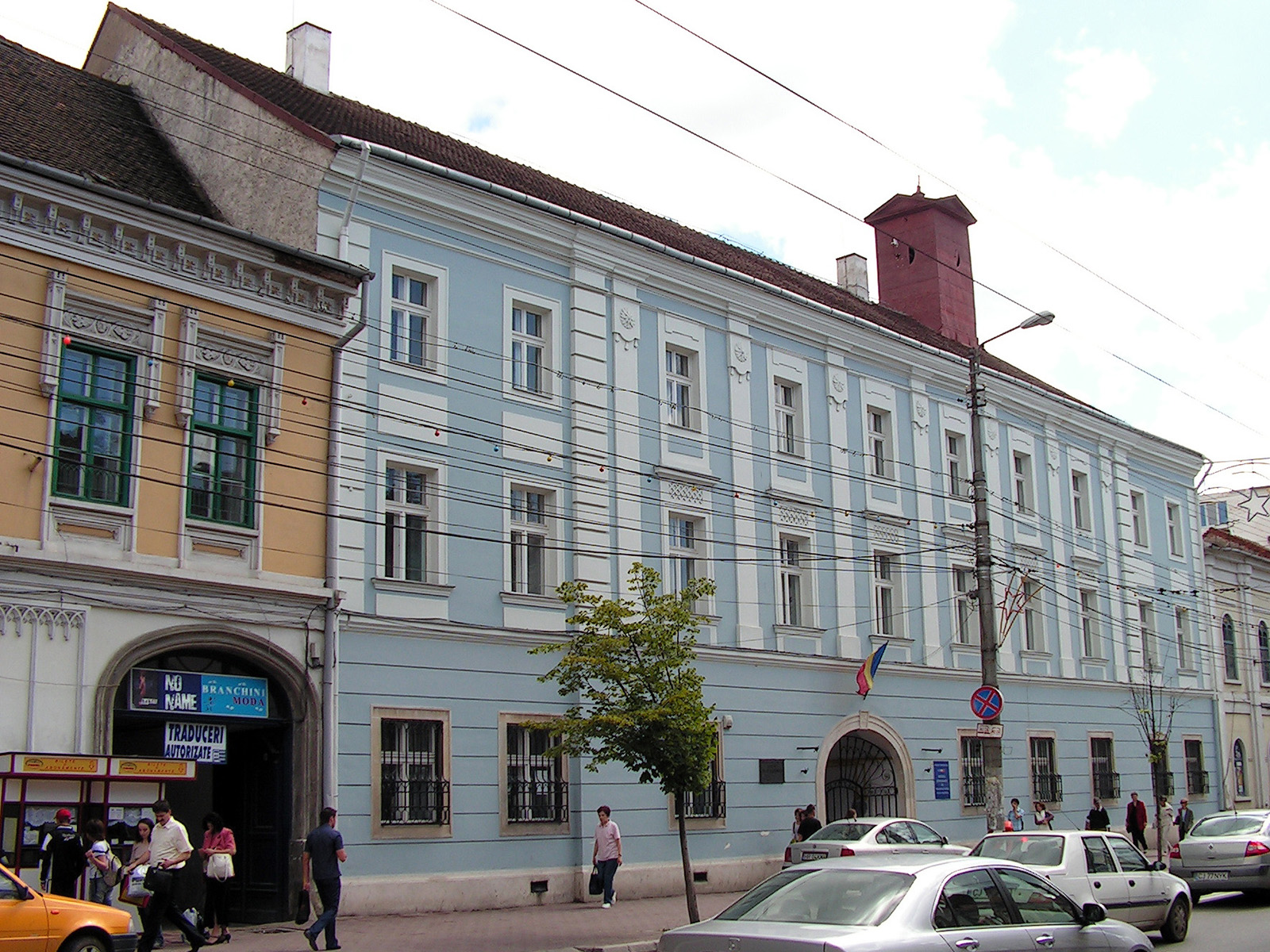
Le Palais de la Redoute au centre-ville.

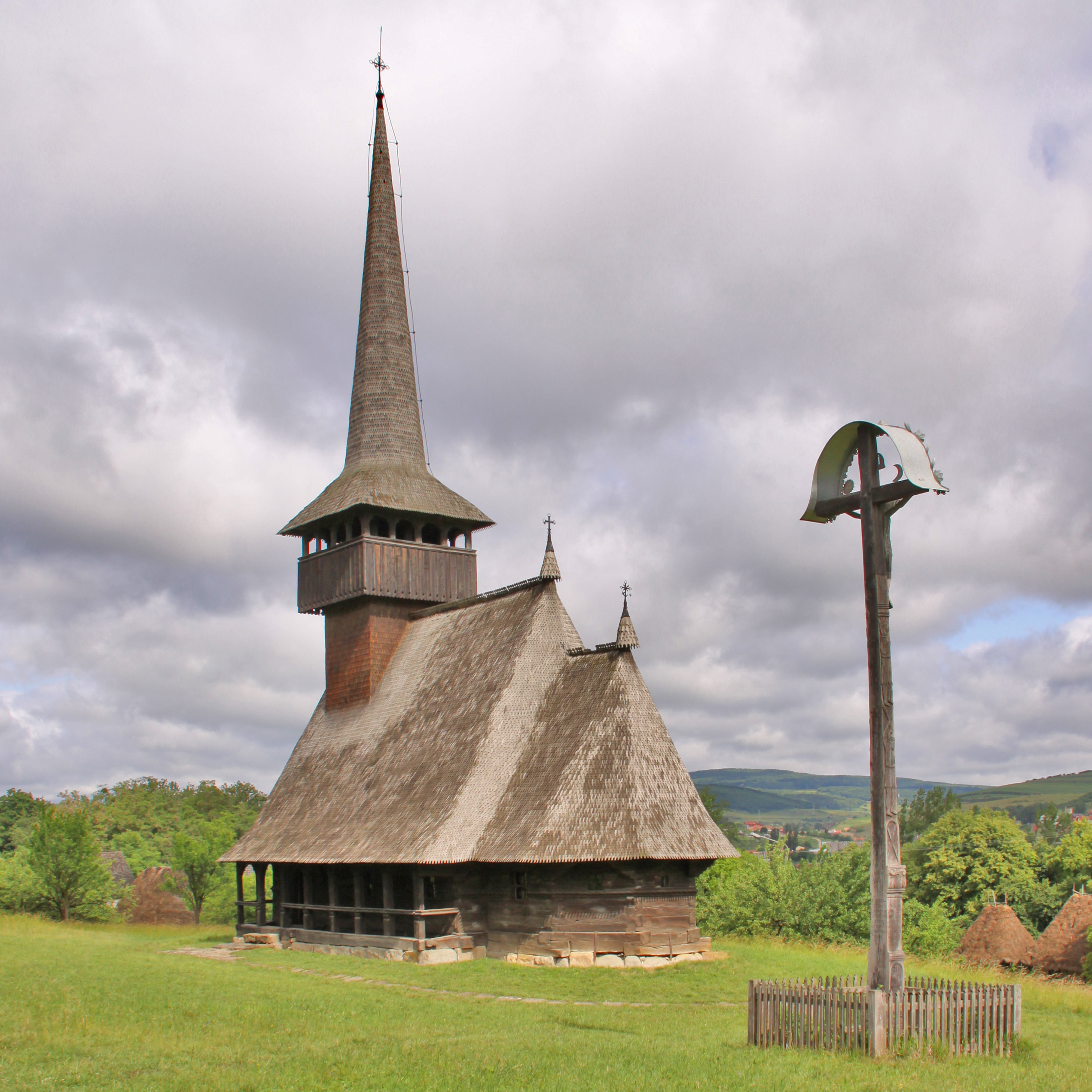
L'église de Cizer dans le parc ethnographique Romulus-Vuia.

## Histoire
Le Musée ethnographique de Transylvanie a été fondé le 16 juin 1922.

## Collection
Le musée dispose d'un patrimoine comptant plus de 50 000 objets reflétant les occupations, les habitudes et le mode de vie des populations rurales transylvaines. Une partie de la collection est abritée par le Palais de la Redoute, alors que l'autre partie se trouve dans la section en plein air. La collection est organisée en huit catégories : céramique, textiles, savoir-faire, vêtements, espace privé (habitation et gastronomie), coutumes, la section en plein air et la section internationale.

### Palais de la Redoute
La collection exposée dans le palais comprend une sélection des objets appartenant aux catégories céramique, textiles, savoir-faire, vêtements, espace privé (habitation et gastronomie), coutumes. En outre, elle comprend aussi quelque 50 000 photographies et quelque 5 000 diapositives. La bibliothèque du musée compte environ 12 000 périodiques de spécialité.

### Le Parc ethnographique Romulus-Vuia
Le Parc ethnographique Romulus Vuia, est la section en plein air du musée. Fondé le 12 avril 1929, le Parc ethnographique Romulus-Vuia, situé dans la Forêt d'Hoia, est le premier musée en plein air ouvert en Roumanie. Le parc est fermé au public du 1er novembre au 30 avril.
Les plus anciens objets exposés dans le parc remontent au 1678. Le parc ethnographique est composé de :
- 13 fermes traditionnelles comprenant 90 bâtiments et provenant de plusieurs régions ethnographiques transylvaines : Monts Apuseni, Năsăud, Bistrița, le plateau transylvain, Maramureș, le Pays Sicule, Zarand, Podgoria Albă, Țara Oașului (qui correspond plus ou moins à l'actuel județ de Satu Mare), Gurghiu, Țara Călatei, Bran
- 34 installations techniques rurales (moulins...)
- 5 maisons-ateliers
- 3 églises en bois
- un portail de cimetière en bois sculpté.

## Galerie

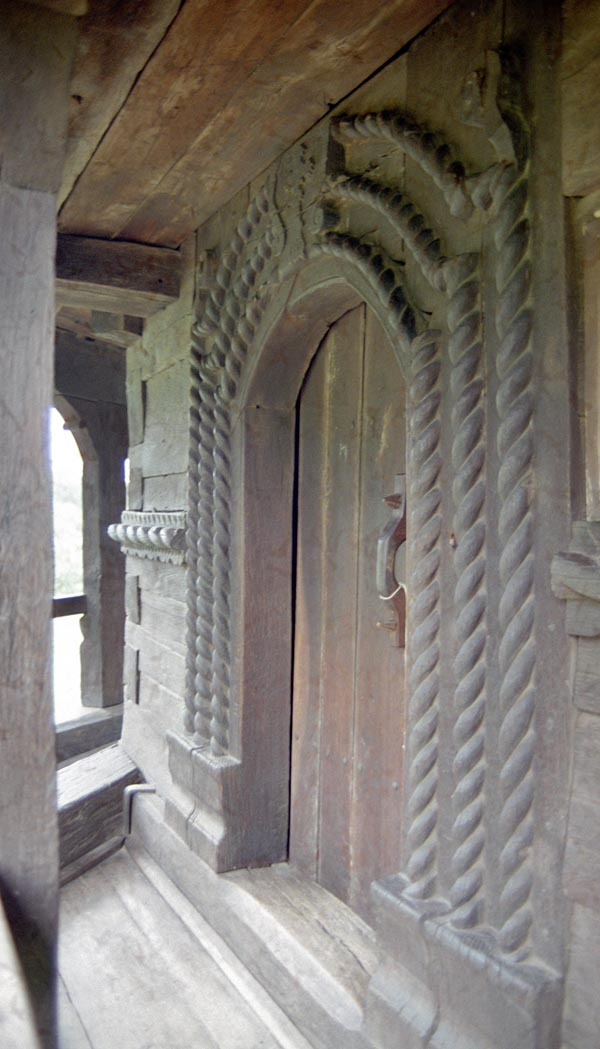
Porte de l'église de Cizer
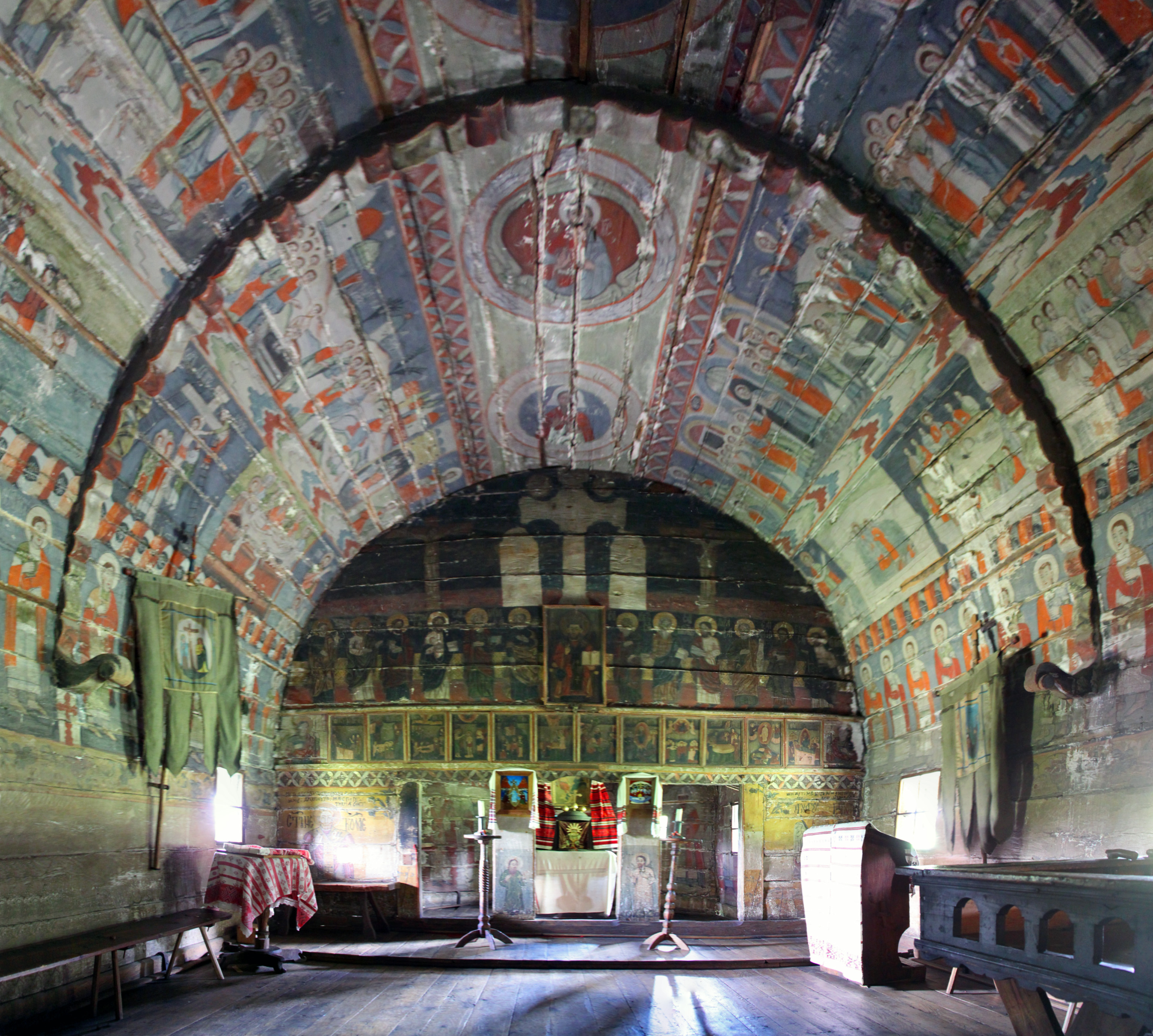
Vue intérieure de l'église de Cizer
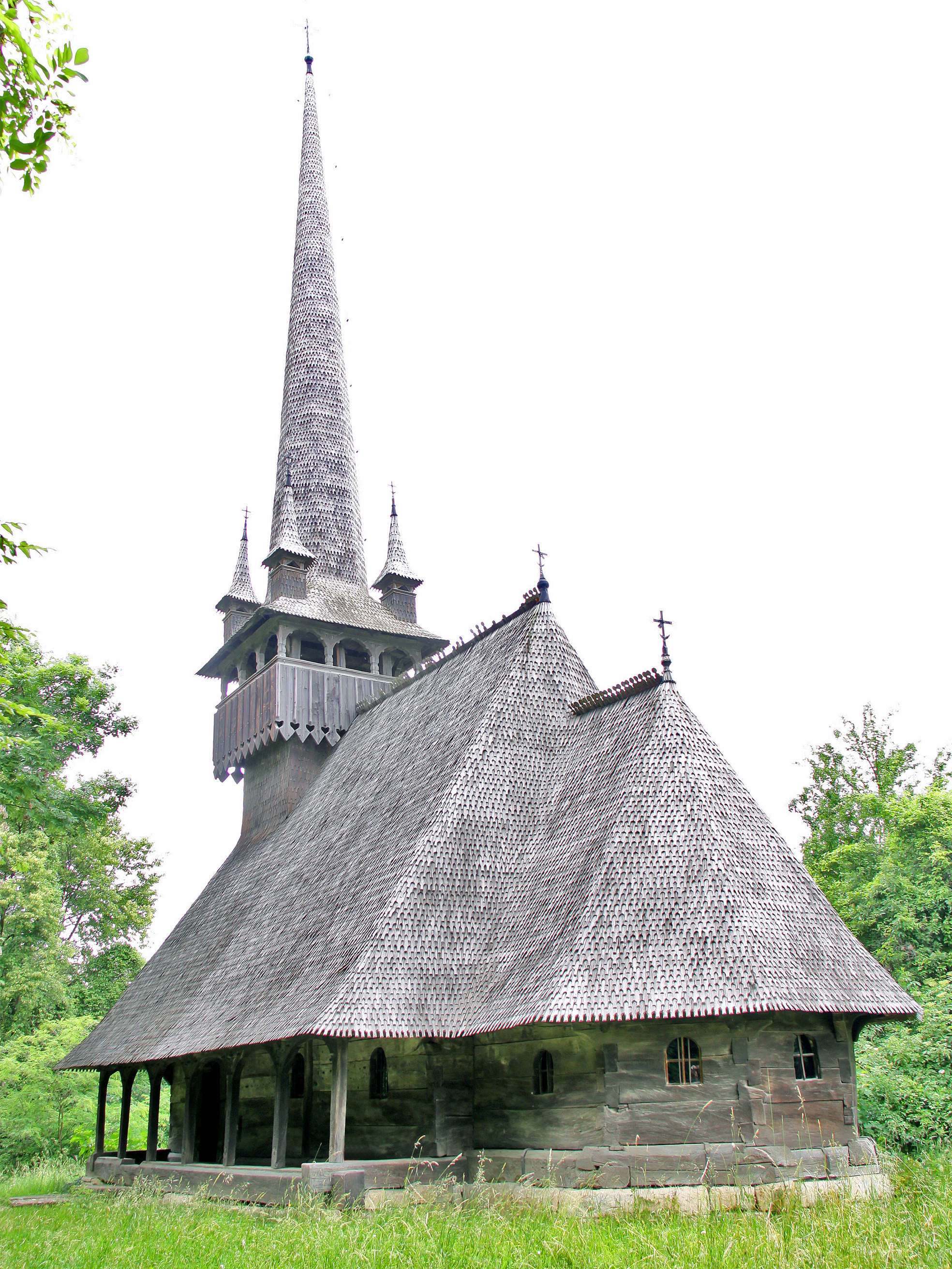
L'église de Petrindu dans le parc Romulus-Vuia
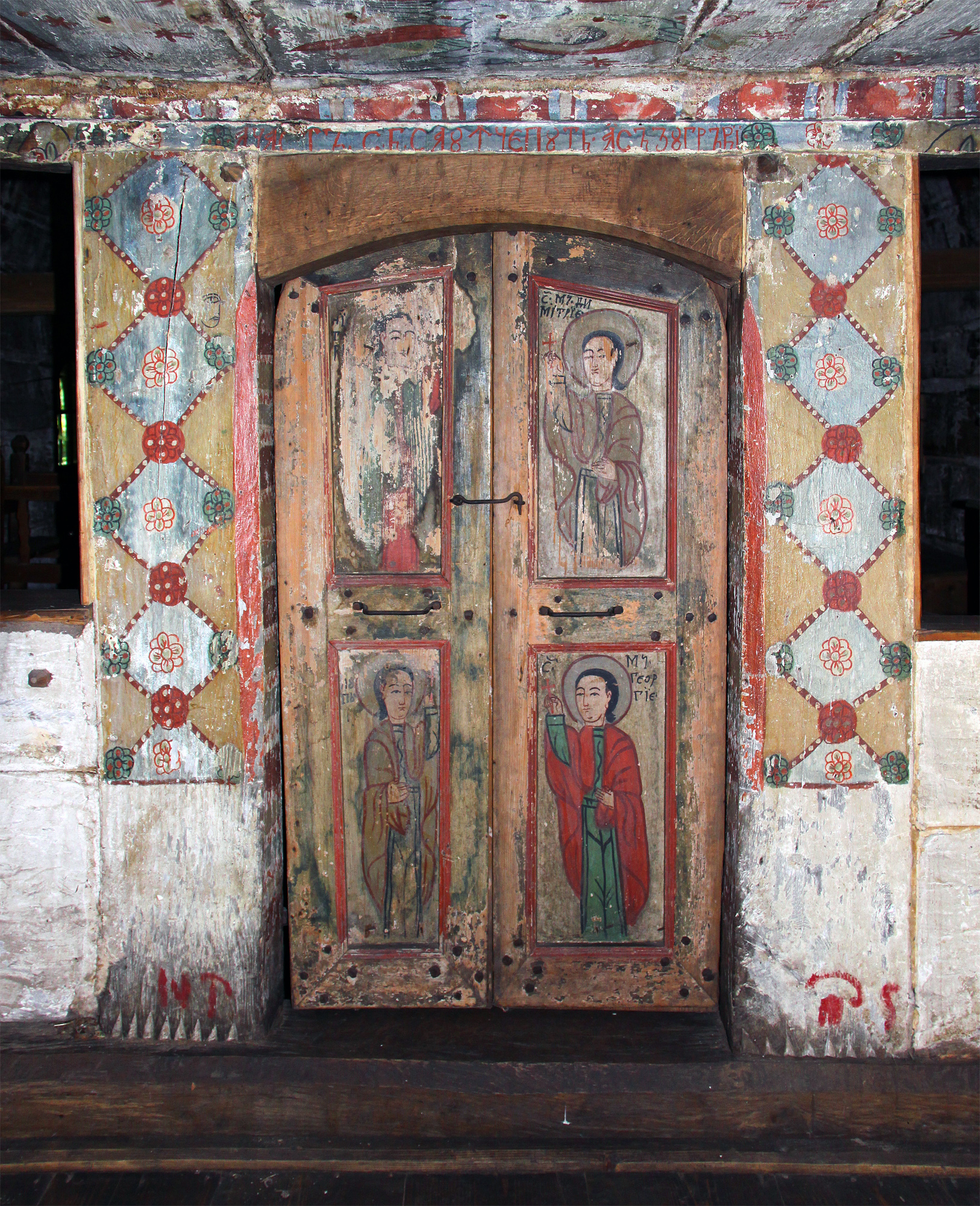
Porte intérieure de l'église de Petrindu
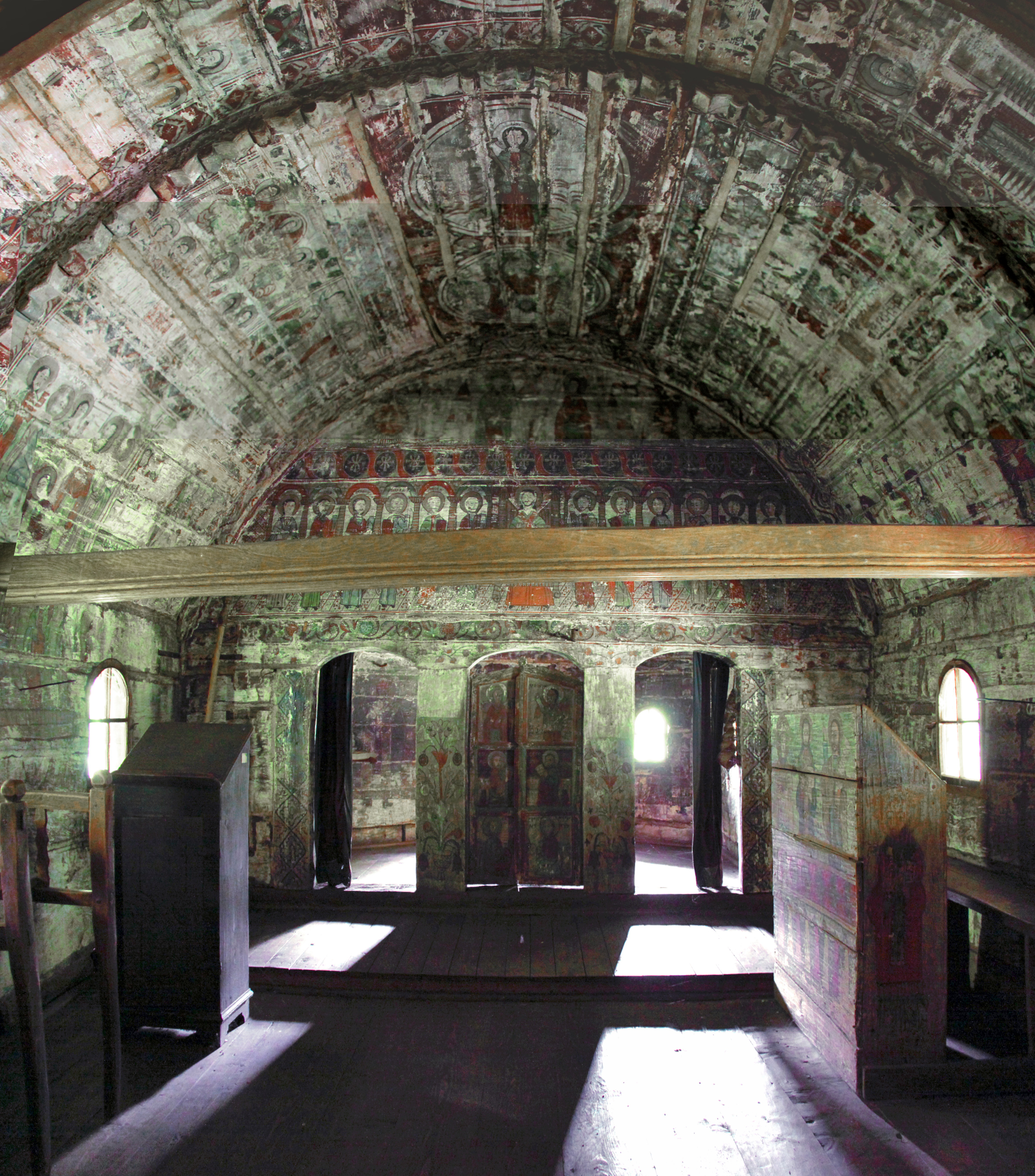
Vue intérieure de l'église de Petrindu
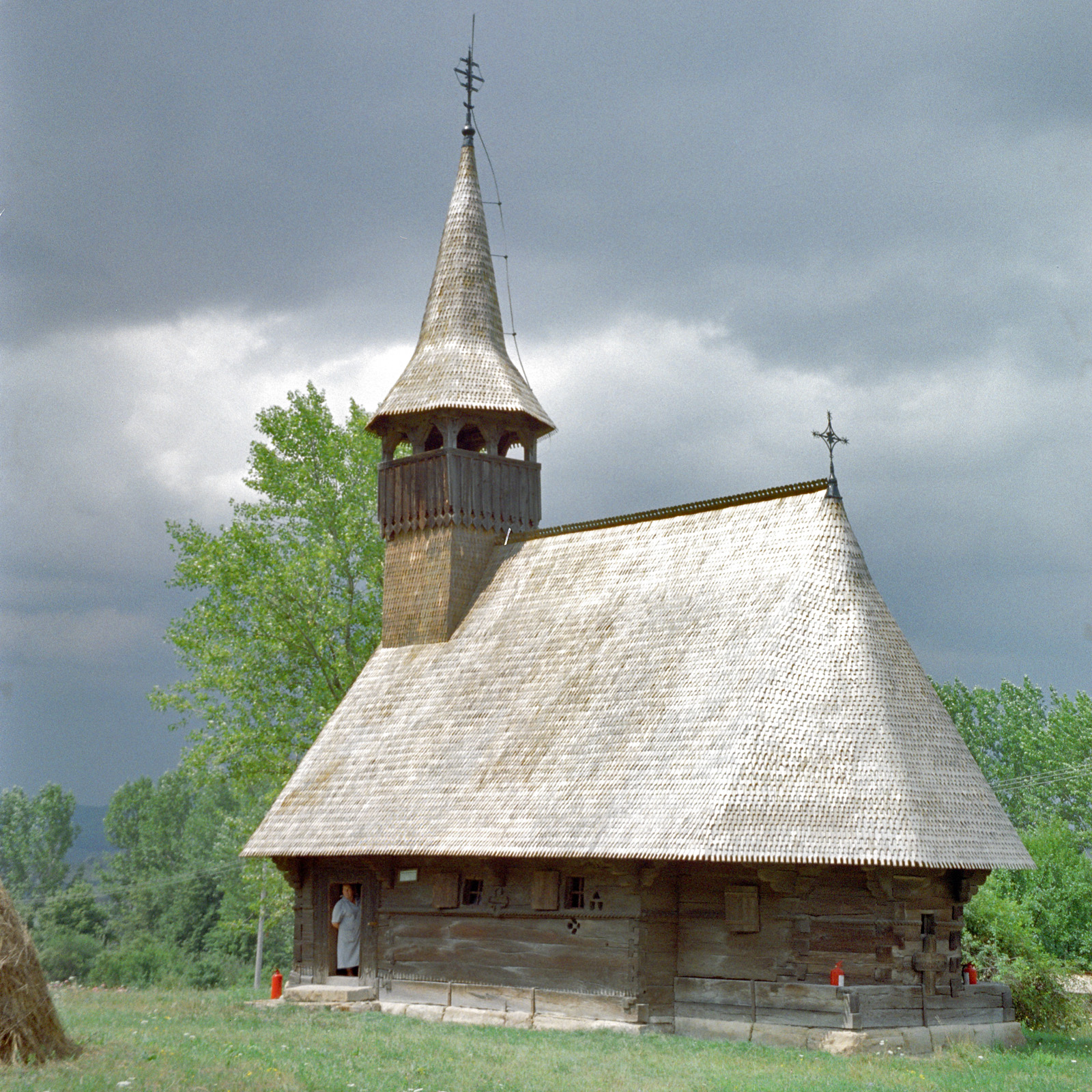
L'église de Chiraleș dans le parc Romulus-Vuia
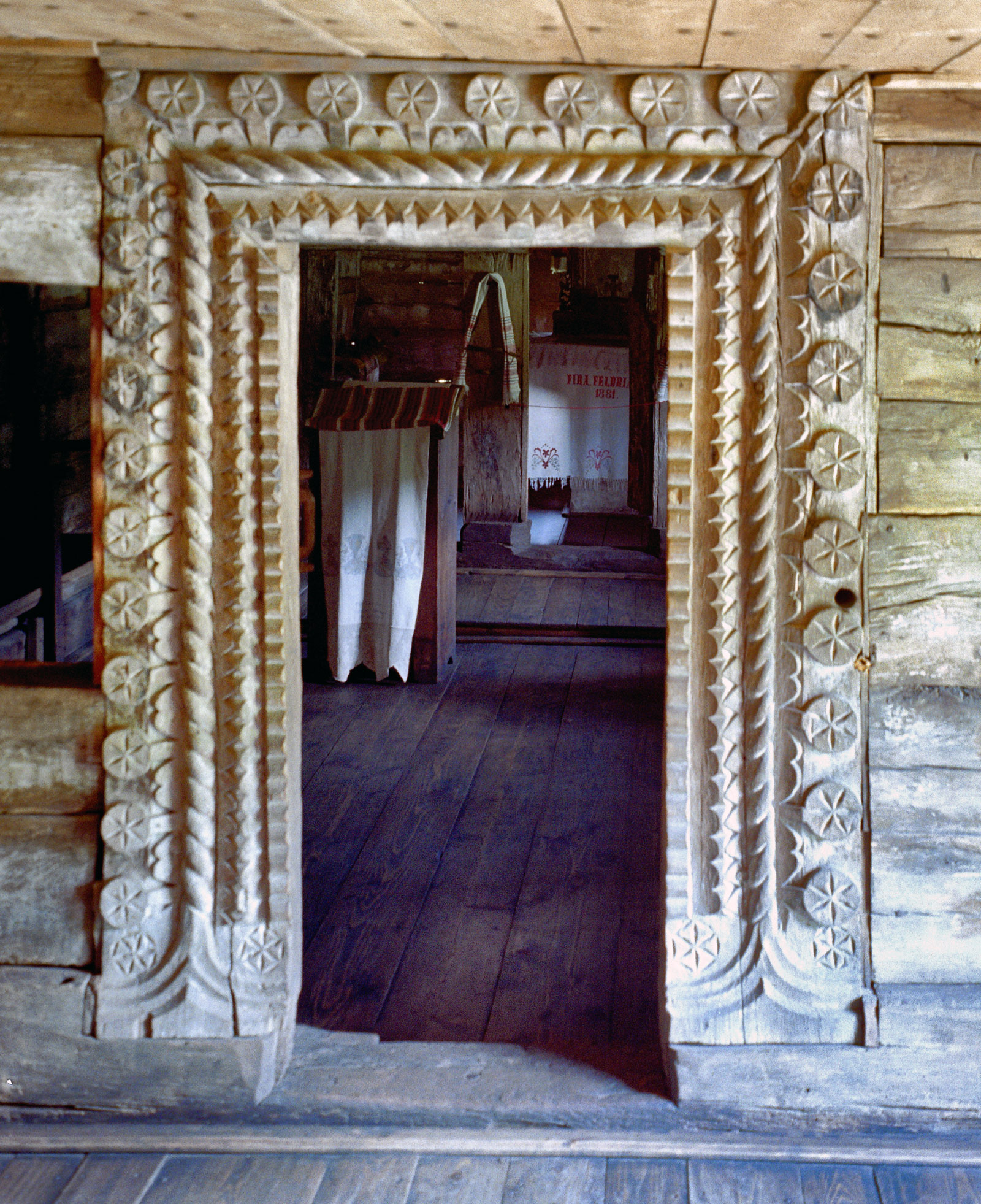
Porte intérieure de l'église de Chiraleș
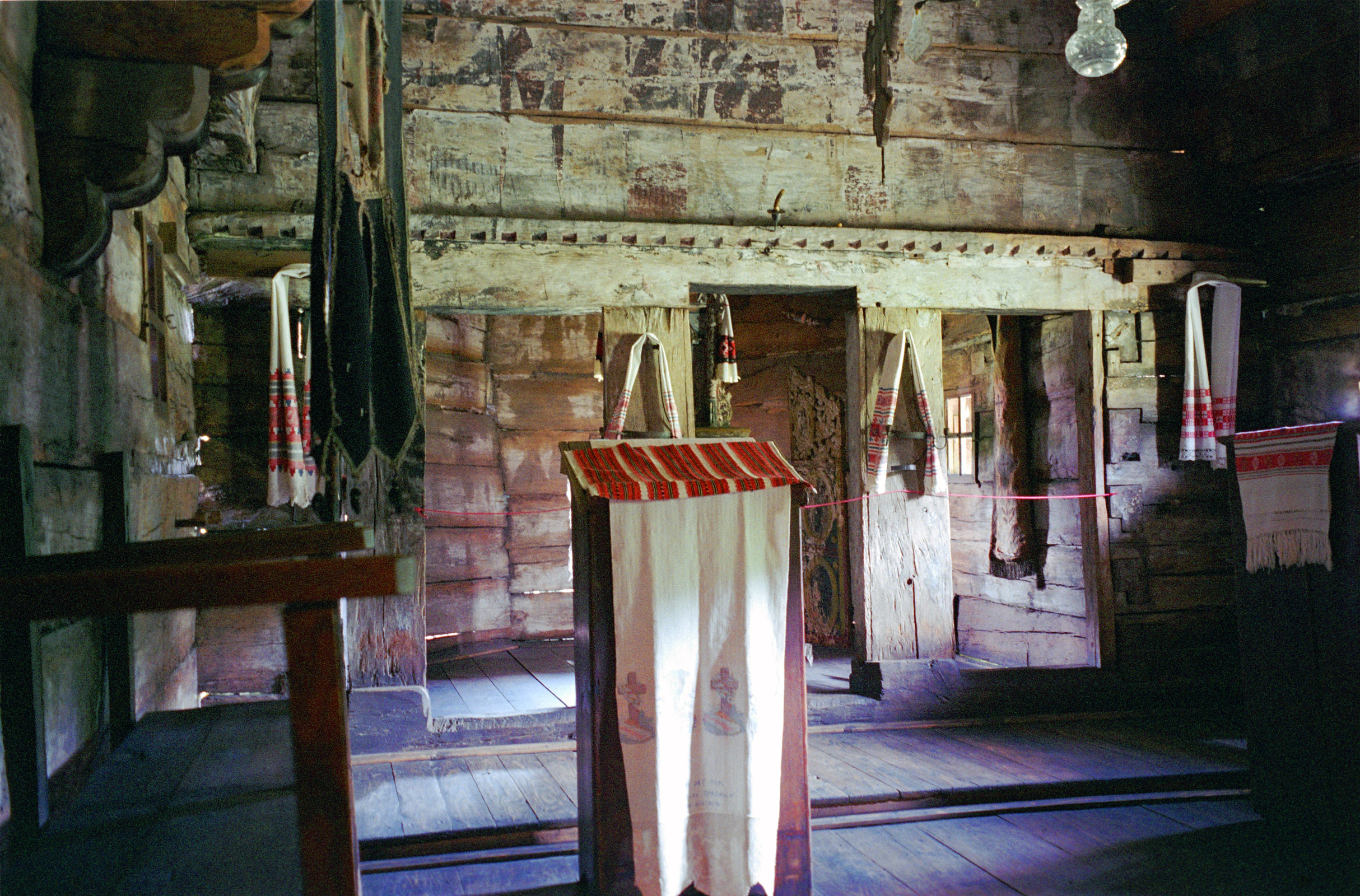
Vue intérieure de l'église de Chiraleș